# Alexander Brailowsky
Alexander Brailowsky (16 de febrero de 1896; † 25 de abril de 1976) fue un pianista francés ucraniano especializado en las obras de Frédéric Chopin. Fue un concertista de piano líder durante el período entre las dos Guerras Mundiales.

## Juventud
Brailowsky nació en Kiev, Ucrania. De niño, estudió piano con su padre, pianista amateur. Con 8 años, estudia en Kiev con Vladimir Puchalsky, pupilo de Theodor Leschetizky. A los 18 años, acude al Conservatorio de Kiev, graduándose con una medalla de oro en 1911. Estudió con Leschetizky en Viena hasta 1914, desde entonces con Ferruccio Busoni en Zürich, y por último con Francis Planté en París. Obtuvo la ciudadanía francesa en 1926.

## Carrera
Brailowsky debutó como concertista en París en 1919. 
Brailowsky programó todas las 160 piezas de piano de Frédéric Chopin para tocarlas en una serie de seis conciertos. En 1924 dio un recital en París del ciclo completo de las obras de Chopin, el primero en la historia, utilizando el propio piano del compositor para parte del recital. A continuación presentó treinta nuevos ciclos de música de Chopin en París, Bruselas, Zúrich, Ciudad de México, Buenos Aires y Montevideo. Una gira mundial de gran éxito culminada con el debut americano de Brailowsky en el Aeolian Hall de Nueva York en 1924. 
Hizo una gira por los Estados Unidos en 1936. Durante una serie de diecinueve recitales en Buenos Aires nunca repitió una sola obra.
Durante la Segunda Guerra Mundial dio recitales para la USO. En 1960 interpretó obras de Chopin en París y Bruselas, con motivo del 150 aniversario del nacimiento de Chopin.
Las primeras grabaciones de Brailowsky fueron producidas en Berlín, desde 1928 hasta 1934, y realizadas en discos de 78 rpm. En 1938 grabó en Londres para HMV. Los discos posteriores se realizaron para la RCA Victor y, en los años 1960, para la CBS. Junto a su enorme dedicación a Chopin, su repertorio también incluyó a Rajmáninov, Saint-Saëns, Liszt, Debussy y otros.

## Muerte
Brailowsky falleció en la ciudad de Nueva York a los 80 años de edad de complicaciones debidas a una neumonía.

## Técnica
Brailowsky decía que la técnica utilizada para interpretar la música de Chopin debía ser "fluente, fluida, delicada, airosa, y capaz de gran variedad de color."

## Grabaciones selectas
- Chopin: The Fourteen Waltzes (Columbia MS-6228).
- Chopin: The Complete Mazurkas Vol. 1 (Columbia).
- Chopin: The Complete Mazurkas Vol. 2 (Columbia).
- A Chopin Recital (Columbia MS-6569).
- Chopin Nocturnes Vol. 1.
- Chopin Nocturnes Vol. 2.
- Chopin Polonaises (Columbia).
- Chopin: The 24 Preludes (Columbia MS-6119).
- Chopin: Concerto No. 1 in E Minor. Op. 11.
- Chopin: The Complete Etudes (RCA).
- Chopin Concerto No. 1, Liszt: Todtentanz (Columbia).
- Brailowsky Plays Liszt (RCA LM1772).
- Liszt: 15 Hungarian Rhapsodies.
- Rachmaninoff Piano Concerto No. 2 (RCA).

## Curiosidades
Federico García Lorca le cita en su conferencia sobre la Teoría y juego del duende.